# 1935年大教堂
1935年的大教堂（烏克蘭語：Базиліка 1935 року）是乌克兰南部克里米亚的赫尔松尼苏斯遗址中的一处教堂遗迹。它可能建于6世纪，位于较早的一座教堂的遗址上。这座大教堂是赫尔松尼苏斯的独特象征，也曾出现在乌克兰1UAH的纸币上。

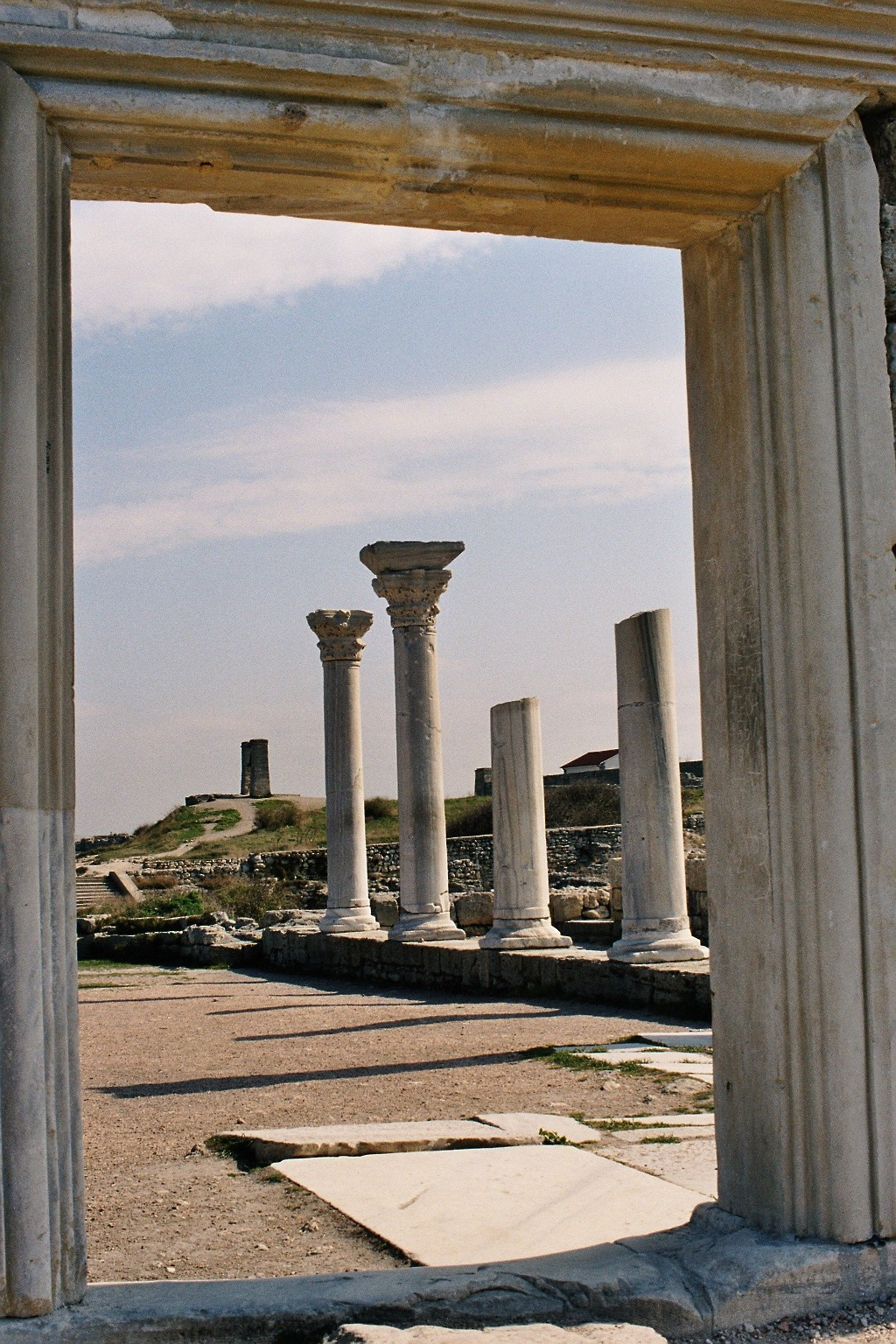

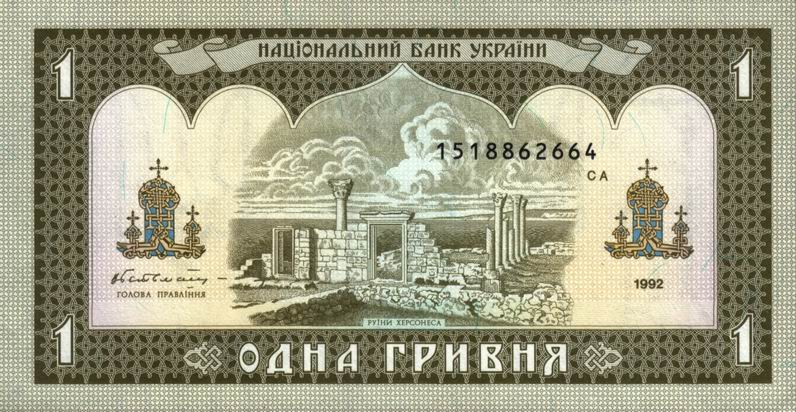
乌克兰旧版1UAH纸币上绘制了1935年的大教堂

## 历史
在大教堂的建造地点有一座带有五角形后殿的小寺庙。寺庙的粉刷墙壁装饰着壁画。地板上装饰着马赛克。据学者称，石膏上保存的犹太人名字和刻有七世纪烛台的石灰石板表明它最初是一座犹太教堂。
在狄奥多西一世（379-395）的法令下，基督教成为了东罗马帝国的国教，该犹太教堂被重建为一座基督教堂。不久这座建筑就损毁了，历史学家认为其可能毁于480年的地震。大约在6世纪末-7世纪初，原址上修建了巴西利卡式大教堂。在十世纪 大教堂被毁，后在其中央教堂中殿的位置建造了一个小教堂。
在对中殿进行发掘时发现用于铺设地面的大理石板，原来是罗马石棺的碎片。上面有异教神灵和英雄的浮雕图像、葬礼的场景等。也许石棺被安放在陵墓里，那里埋葬着赫尔松尼苏斯贵族的代表。如今，这些浮雕可以在博物馆的文物展中看到。

## 建筑
1935年的大教堂具有经典的轮廓——它是一座东方半圆形投影的矩形建筑，有一个后殿。教堂的内部空间被纵排的柱子（每排6根）分成三个中殿。沿中心轴线的建筑尺寸为32.5米（107英尺） x 18.5米（61英尺）。大教堂有两个前庭，一个在内一个在外。